# Mont Bali
Mont Bali är ett berg i Centralafrikanska republiken.   Det ligger i prefekturen Préfecture de l'Ouham-Pendé, i den västra delen av landet, 400 km nordväst om huvudstaden Bangui. Toppen på Mont Bali är 997 meter över havet.
Terrängen runt Mont Bali är huvudsakligen platt, men den allra närmaste omgivningen är kuperad. Runt Mont Bali är det glesbefolkat, med 16 invånare per kvadratkilometer..
I omgivningarna runt Mont Bali växer huvudsakligen savannskog.